# Max Pie
Max Pie est un groupe belge de metal progressif, originaire de Tubize . Le groupe est actuellement composé de Tony Carlino (chant), Sylvain Godenne (batterie), Thibaut Basely (guitare et claviers) et Lucas Boudina (basse).
Formé en 2005, le groupe démarre d'abord en jouant des reprises de groupes tels que AC/DC, Queen et Deep Purple, pour ensuite, en 2009, composer et jouer des compositions originales. C'est en 2011 que sort, sous le label belge Ultimhate Records, leur premier album Initial Process. Après quelques changements de line-up et une tournée avec Jon Oliva's Pain en 2012, le groupe, cette fois-ci sous le label belge Mausoleum Records (Adam Bomb, Anvil, Ostrogoth, etc.), sort en 2013 son second opus Eight Pieces - One World : un album beaucoup plus progressif et métal que son prédécesseur. En 2015, le groupe annonce la sortie de leur troisième album Odd Memories, mixé par Simone Mularoni (guitariste de DGM/Empyrios).
Le groupe dispose d'une certaine notoriété en Belgique et dans plusieurs pays européens. Leurs titres sont diffusés sur Classic 21 (RTBF) dans le cadre de l'émission Hell's Bells. De plus, le groupe s'est déjà produit de nombreuses fois sur la scène nationale belge : pour le Tribute To The Titans Fest au Lotto Mons Club, le Power Prog and Metal Festival, etc.

## Historique

### Débuts (2005–2012)
Formé en 2005 à Tubize par Michael « Mike » Probst (guitare) et Xavier, le groupe avait pour nom d'origine MAXPY et avait pour but de reprendre des titres de rock classique. Après quelques auditions, Tony Carlino est appelé au chant et en septembre 2005, la batterie est assurée par Toy. En 2006, Patrick Thayse quitte sa formation actuelle, Hexarock, pour rejoindre le groupe rebaptisé Max Pie par Tony. Le groupe commence à se produire dans les clubs locaux avec des reprises rock. En 2008, Xavier et Toy sont remplacés par Dominique De Leneer (batterie) et Olivier Lemière (basse). Thierry Del Cane (guitare) viendra quant à lui remplacer Patrick qui décide de quitter la formation à la fin de 2009. Après ces changements de line-up mouvementés, le groupe prend confiance en lui et Max Pie commencent à entreprendre l'écriture et l'enregistrement de compositions originales. C'est au début de 2011 que sort leur premier album Initial Process.
Le premier album de Max Pie leur ouvre le monde de la scène belge et européenne. Le groupe se produit alors avec des groupes métal tels que Evergrey, ou encore au festival de Dour partageant la scène avec des groupes tels que Channel Zero, Madball et Anthrax. En avril 2012, une tournée avec Jon Oliva's Pain est annoncée. Durant la même période Max Pie se sépare de Dominique, leur batteur pour laisser place à Sylvain Godenne et peu après, C'est Michael, leur guitariste qui quitte la formation. Tony contacte alors Damien Di Fresco pour le remplacer,  pour assurer la tournée avec Jon Oliva's Pain. Pendant la tournée, Max Pie met en avant les compositions se trouvant sur Initial Process mais en profite également pour tester des nouveaux titres inédits. Ces titres comme The Side of a Dime ou Sealed (anciennement Seal) se retrouveront sur leur deuxième album, Eight Pieces - One World, qui verra le jour en juin 2013.

### Eight Pieces - One World(depuis 2014)
Après leur tournée avec Jon Oliva's Pain, le groupe rentre dans une période de composition et le changement de formation affecte la direction musicale empruntée pour le précédent album : les morceaux sont plus longs, plus progressifs et plus rapides. Cela peut s'expliquer par l'arrivée de Damien Di Fresco, désormais principal compositeur, possédant un passé metalcore qui revivifie le groupe avec une dimension plus moderne.
Grâce à cet album, le groupe rejoint le label Mausoleum Records et se produit sur scène avec des groupes tels que Symphony X, Freak Kitchen ou encore Queensrÿche. Entre-temps, le groupe intègre un nouveau bassiste, Lucas Boudina, qui remplacera Olivier Lemière.

## Discographie
- 2011 : Initial Process
- 2013 : Eight Pieces - One World
- 2015 : Odd Memories